# Graea horrida
Graea horrida är en insektsart som beskrevs av Philippi 1863. Graea horrida ingår i släktet Graea och familjen Ommexechidae. Inga underarter finns listade i Catalogue of Life.